# Barguszat
Barguszat – wieś w Armenii, w prowincji Sjunik. W 2011 roku liczyła 98 mieszkańców.